# Frenopaticss
Frenopaticss fue un grupo español de punk procedente de Barcelona (Cataluña) de cierta influencia en la escena local, en torno a los años 1980-1982. No publicaron nada durante el tiempo de su existencia ni prácticamente dieron ningún concierto, lo que no impidió que su nombre se hiciese conocido a nivel estatal ni que incluso llegasen a aparecer en la prensa. La fama del grupo, unida a su oscuridad, ha hecho que su nombre sea legendario en el mundo del punk español. 

## Historia
El nombre de Frenopaticss apareció en 1979, inicialmente como el de un grupo fantasma, centrado en dos de los primeros punks de Barcelona, Xavi Shock y Pa. Otros «miembros» tempranos del grupo inexistente eran «Boliche», hermano menor de Pa, y «Cirera», si bien muchos otros figuraron como «miembros» en esta fase, en la que, propiamente, el grupo consistía en una pandilla de punks enloquecidos con actitud destroy, como ya viene a anunciar el nombre del grupo (inspirado en el del Instituto Frenopático de Barcelona).   
La banda tan solo empezó a funcionar como tal hacia finales de 1980, con la entrada de Ángel, que sería el vocalista, mientras que Xavi Shock, Cirera y Boliche se hicieron cargo, respectivamente, del bajo, la guitarra y la batería. Los primeros ensayos tuvieron lugar en el lavabo de la casa de Boliche y Pa, donde instalaron una batería y conectaban el micrófono y el bajo a un mismo amplificador. 
El primer concierto lo montaron en un descampado de la Barceloneta; el grupo carecía de repertorio y la actuación consistió en una improvisada jam session a base de ruido, que terminó en una batalla campal entre los seguidores del grupo y el público local. Probablemente fue el único «concierto» propiamente dicho ofrecido por Frenopaticss, a lo sumo dieron dos o tres más, si bien podrían contarse como tales sus ensayos en el local, donde con frecuencia se realizaban fiestas y diversas jams.
Entre tanto, las actividades del grupo como pandilla hicieron que su nombre se hiciera conocido en ciertos círculos de la ciudad y así fue como llegaron a ser protagonistas de un dominical de El Periódico así como de un artículo de la revista Interviú. Por otra parte, en torno a la primavera de 1981, y a raíz del jaleo organizado por la pandilla en una fiesta, llamaron la atención de la revista especializada en cómics El Víbora, que solicitó la intervención del grupo en un videoclip promocional del personaje Makoki para el 1º Salón Internacional del Cómic.  
En la misma línea se sitúan las apariciones del grupo-pandilla en los pases de la película de los Sex Pistols, Dios salve a la reina (The great rock'n'roll swindle, 1980), en el cine Spring, en el barrio de Sarriá, en la zona alta de Barcelona. El hecho de que miembros del grupo se subieran al escenario para expresar su entusiasmo por la película o que ellos y sus seguidores destrozaran los asientos no solo no hizo que se les vetara la entrada en el cine sino que, por el contrario, el resultado fue que una foto de Frenopaticss fue puesta en la entrada del cine como reclamo. Todavía en febrero de 1982, cuando de hecho el grupo había dejado de funcionar debido a la llamada al servicio militar de varios miembros, se decía en la revista Rock Espezial que los Frenopaticss eran el terror de los mods de la ciudad. La leyenda de Frenopaticss llegaba al extremo de que, en junio de 1983, dos años después de la disolución, todavía un crítico describía al grupo como «el no va más de la punkitud», como si todavía estuviese activo.
Durante su breve tiempo de existencia como auténtico grupo musical, en principio su música consistía en numerosas improvisaciones de ruido y versiones diversas («Fight back» de Discharge siendo una de las favoritas); aunque las dotes musicales como instrumentista del principal miembro fundador, Xavi Shock, eran nulas, Boliche y Cirera se destacaron en seguida como excelentes instrumentistas, abiertos no solo a las influencias del punk más brutal del momento (Cockney Rejects, Discharge, etc.) sino también a las de cierto post punk (Killing Joke, PIL, Gang of Four) y hasta el Krautrock. Con el tiempo llegaron a hacerse con un repertorio de siete temas propiamente dichos, que grabaron en primavera o comienzos de verano de 1981, en una sesión en el local en la que realizaron cuatro tomas diferentes, que resultaron en cuatro cintas, una para cada miembro del grupo. Los temas son: un instrumental en principio sin título, conocido como «Negros», con ritmo tribal y sonidos vocales guturales que imitan las películas de Tarzán; «Religión», una diatriba antirreligiosa («¡preferimos el infierno!»); «Ineptos» (que posteriormente sería versionada por GRB); «Suicidio (Hazte a ti mismo un favor)» (cuya letra consiste en la insistente repetición de la palabra ‘suicidio’); «No al servicio militar» (también recuperada por GRB); «Haz de la muerte un amigo» y «El héroe nazional». Las canciones son sumamente breves, todas ellas apenas rondando el minuto de duración, lo que expresa el deseo de practicar un punk sumamente veloz, así como brutal, en el que se denotan influencias de UK Subs, Discharge, etcétera.
La actitud antisistema del grupo hizo que desdeñasen la idea de publicar; de tal actitud es muestra también el hecho de que, de las cuatro cintas grabadas, todas desapareciesen por descuido de los miembros, con la excepción de la copia de Boliche, que, años después, llegó a manos del sello underground estadounidense BCT Tapes, que la incluyó en la recopilación Spanish HC (octubre de 1984).
En la misma época de esa única sesión de grabación, el grupo produjo adhesivos con su logo impreso, en el que los palos de la F y de las dos eses terminan en flechas, así como la O está atravesada por dos flechas que forman una X. El nombre del grupo y este logo inspiraron sin duda el nombre y el logo de los también barceloneses Anti/Dogmatikss, formados a finales de 1983.
Como se ha dicho antes, fue la «mili» la que trajo la disolución de Frenopaticss, en verano de 1981. La influencia del grupo se fue dejando notar en los años que siguieron: reivindicados por Kangrena, influyentes en grupos como los Attak de Panko, o en el sonido de los primeros grupos de hardcore punk de Barcelona, como los citados Anti/Dogmatikss, etc. Asimismo, la amistad de algún miembro de Frenopaticss, particularmente Xavi Shock, con los Decibelios tuvo algún efecto en la fase formativa del famoso grupo de El Prat, que en 1980-1981 aún lucían melenas y tenían a La Banda Trapera del Río como modelo.
El regreso de los miembros de la «mili» no trajo la reunión del grupo. En los años que siguieron, 
- el vocalista Ángel, tras su paso por el grupo de breve vida Klan Korrupto, formó junto a exmiembros de Último Resorte en primavera de 1984 el grupo hardcore GRB;
- el guitarrista Cirera desapareció de la escena punk;
- el batería Boliche, después de pasar por diversos grupos, entre los cuales una formación de Shit S.A., formó en verano de 1985 el grupo Subterranean Kids, con quienes se labró una reputación como excelente baterista.
- el bajista Xavi Shock, uno de los más antiguos punks de Barcelona, murió en otoño de 1984, por derrame cerebral, según ciertas fuentes por sobredosis de heroína, si bien este dato no es seguro.[4] Con motivo de su muerte, el grupo punk y hardcore de Gerona Exterminio dedicó a Xavi Shock su primera y única maqueta, publicada a finales de 1984.[5]

## Discografía
- 7 canciones (grabadas en 1981) en la casete recopilatoria Spanish HC (EUA, BCT Tapes BCT-22, 10/84)

## Enlaces
- Frenopaticss en MySpace
- Página sobre Frenopaticss en Kill from the Heart
- El Juglar Eléctrico, blog de Ángel -Ángel Fernández Bueno-

- Datos: Q5869254